# 4382 Stravinsky
4382 Stravinsky è un asteroide della fascia principale. Scoperto nel 1989, presenta un'orbita caratterizzata da un semiasse maggiore pari a 2,5412252 UA e da un'eccentricità di 0,1947196, inclinata di 6,23893° rispetto all'eclittica.
L'asteroide è stato dedicato al compositore russo Igor' Fëdorovič Stravinskij